# Vildanden, Lund

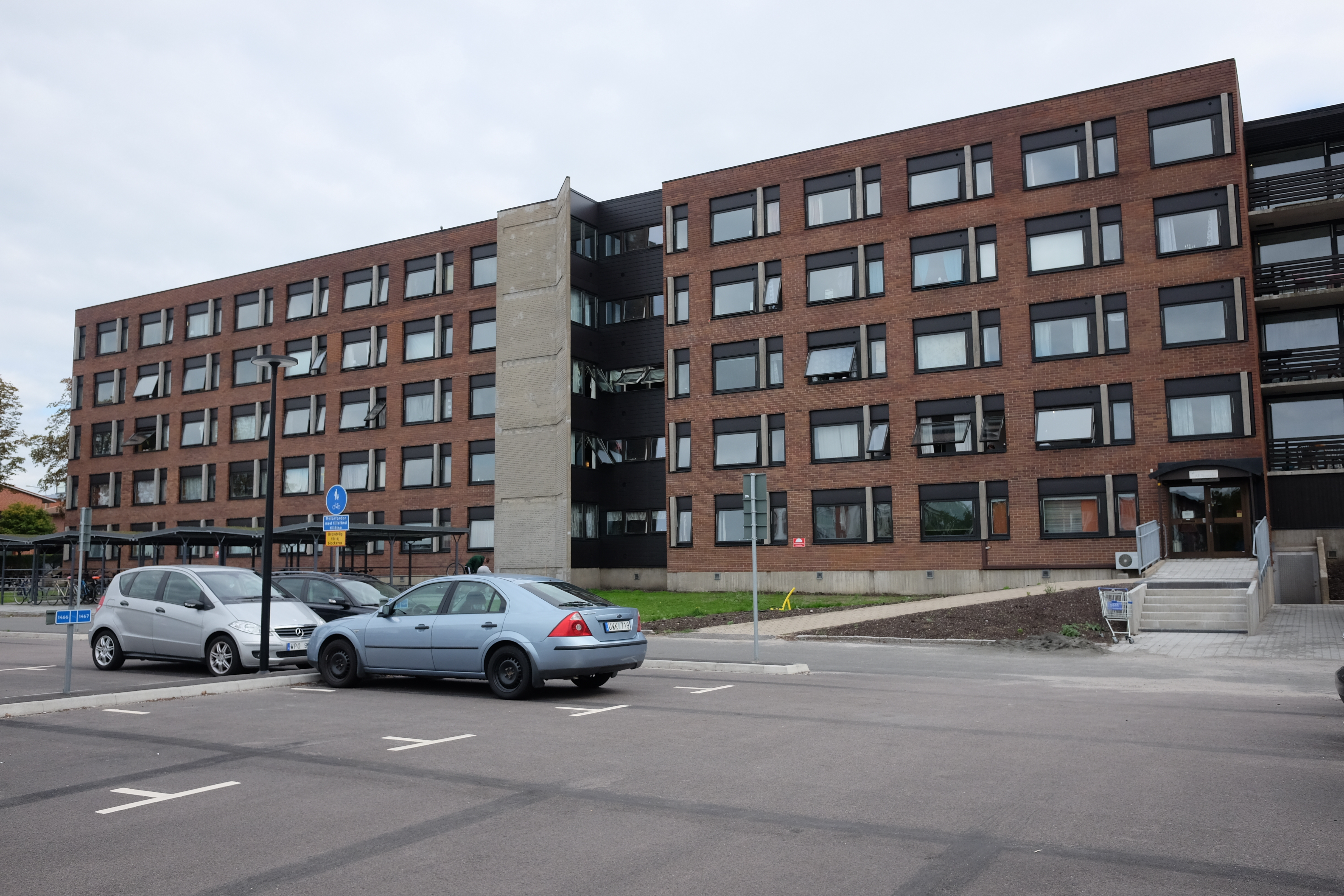
Vildanden, Lund.

Vildanden är ett studentboende i västra delen av Lund. Arkitekt var Bengt Edman och byggår 1966. Området byggdes ut ytterligare 1996/1997 med ett flervåningshus och åtta mindre tvåvåningshus. Avstånd till centrum är cirka 2 km. Vildanden ägs och förvaltas av AF Bostäder.
År 2017 sålde AF Bostäder en tredjedel av studentlägenheterna, 313 stycken, till Heimstaden. De lägenheter som såldes var de större familjelägenheterna i den sydvästra delen av området. Anledningen till försäljningen var att AF Bostäder inte ansåg att lägenheterna var ändamålsenliga och ville ha in kapital till nyproduktion.
Inom området finns närlivs, Coop, kommunalt daghem och föräldrakooperativ. Tidigare fanns en pub (ursprungligen en dansrestaurang) med brett ölsortiment, Pub Vildanden, som fick stänga för gott den 29 maj 2010.
Inom gångavstånd finns: köpcentrumet Nova Lund, ICA Kvantum, m.m. 
Det totala antalet studentbostäder är idag 774.